# Scherma ai Giochi della VII Olimpiade - Sciabola individuale maschile
La competizione della sciabola individuale maschile  di scherma ai Giochi della VII Olimpiade si tenne i giorni 25 e 26 agosto 1920 presso il Palazzo di Egmont di Anversa

## Risultati

### 1 turno
5 gironi i primi quattro avanzarono ai gironi di semifinale.
| Pos. | Concorrente       | Nazione       | V | S |
| ---- | ----------------- | ------------- | - | - |
| 1    | Oreste Puliti     | Italia        | 6 | 1 |
| 2    | Federico Cesarano | Italia        | 5 | 2 |
| 3    | Arie de Jong      | Paesi Bassi   | 5 | 2 |
| 4    | Aage Berntsen     | Danimarca     | 5 | 2 |
| 5    | Marc Perrodon     | Francia       | 3 | 4 |
| 6    | Edwin Fullinwider | Stati Uniti   | 2 | 5 |
| 7    | Edward Startin    | Gran Bretagna | 1 | 6 |
| 7    | Alexis Simonson   | Belgio        | 1 | 6 |

| Pos. | Concorrente            | Nazione        | V   | S   |
| ---- | ---------------------- | -------------- | --- | --- |
| 1    | Aldo Nadi              | Italia         | 6   | 1   |
| 2    | Robin Dalglish         | Gran Bretagna  | 5   | 2   |
| 3    | Félix Goblet           | Belgio         | 4   | 3   |
| 4    | Henri Wijnoldy-Daniëls | Paesi Bassi    | 4   | 3   |
| 5    | Ronald Campbell        | Gran Bretagna  | 3   | 4   |
| 5    | Wouter Brouwer         | Paesi Bassi    | 3   | 4   |
| 7    | Viliam Tvrzský         | Cecoslovacchia | 2   | 5   |
| 8    | John Dimond            | Stati Uniti    | 1   | 6   |
| -    | Georges Trombert       | Francia        | DNF | DNF |

| Pos. | Concorrente            | Nazione        | V | S |
| ---- | ---------------------- | -------------- | - | - |
| 1    | Nedo Nadi              | Italia         | 5 | 1 |
| 2    | Robert Feyerick        | Belgio         | 3 | 3 |
| 3    | Cecil Kershaw          | Gran Bretagna  | 3 | 3 |
| 4    | Baldo Baldi            | Italia         | 3 | 3 |
| 4    | Josef Javůrek          | Cecoslovacchia | 3 | 3 |
| 6    | Henri de Saint Germain | Francia        | 2 | 4 |
| 6    | Claiborne Walker       | Stati Uniti    | 2 | 4 |

| Pos. | Concorrente        | Nazione        | V   | S   |
| ---- | ------------------ | -------------- | --- | --- |
| 1    | Léon Tom           | Belgio         | 6   | 1   |
| 2    | Francesco Gargano  | Italia         | 5   | 2   |
| 3    | Giulio Rusconi     | Italia         | 4   | 2   |
| 4    | Joseph Parker      | Stati Uniti    | 4   | 3   |
| 5    | Zdeněk Vávra       | Cecoslovacchia | 3   | 3   |
| 5    | Evangelos Skotidas | Grecia         | 3   | 4   |
| 7    | Félix Vigeveno     | Paesi Bassi    | 2   | 5   |
| 8    | Arthur Lyon        | Stati Uniti    | 1   | 6   |
| -    | Jean Margraff      | Francia        | DNF | DNF |
| -    | Alfred Martin      | Gran Bretagna  | DNF | DNF |

| Pos. | Concorrente          | Nazione        | V | S |
| ---- | -------------------- | -------------- | - | - |
| 1    | Jan van der Wiel     | Paesi Bassi    | 6 | 2 |
| 2    | Robert Hennet        | Belgio         | 5 | 3 |
| 3    | Giorgio Santelli     | Italia         | 5 | 3 |
| 4    | Herbert Huntingdon   | Gran Bretagna  | 5 | 3 |
| 5    | Jean Servent         | Francia        | 4 | 4 |
| 5    | Vasilios Zarkadis    | Grecia         | 4 | 4 |
| 7    | Roscoe Bowman        | Stati Uniti    | 3 | 5 |
| 7    | Jaroslav Tuček       | Cecoslovacchia | 3 | 5 |
| 9    | Frederick Cunningham | Stati Uniti    | 1 | 7 |

### Semifinali
3 gironi i primi quattro avanzarono al girone di finale.
| Pos. | Concorrente            | Nazione        | V | S |
| ---- | ---------------------- | -------------- | - | - |
| 1    | Henri Wijnoldy-Daniëls | Paesi Bassi    | 4 | 2 |
| 2    | Léon Tom               | Belgio         | 4 | 2 |
| 3    | Francesco Gargano      | Italia         | 3 | 3 |
| 4    | Aldo Nadi              | Italia         | 3 | 3 |
| 5    | Josef Javůrek          | Cecoslovacchia | 3 | 3 |
| 6    | Giorgio Santelli       | Italia         | 2 | 4 |
| 6    | Cecil Kershaw          | Gran Bretagna  | 2 | 4 |

| Pos. | Concorrente      | Nazione       | V | S |
| ---- | ---------------- | ------------- | - | - |
| 1    | Nedo Nadi        | Italia        | 6 | 0 |
| 2    | Baldo Baldi      | Italia        | 5 | 1 |
| 3    | Jan van der Wiel | Paesi Bassi   | 3 | 3 |
| 4    | Robin Dalglish   | Gran Bretagna | 3 | 3 |
| 5    | Robert Feyerick  | Belgio        | 3 | 3 |
| 6    | Joseph Parker    | Stati Uniti   | 1 | 5 |
| 7    | Félix Goblet     | Belgio        | 0 | 6 |

| Pos. | Concorrente        | Nazione       | V | S |
| ---- | ------------------ | ------------- | - | - |
| 1    | Federico Cesarano  | Italia        | 5 | 1 |
| 2    | Arie de Jong       | Paesi Bassi   | 5 | 1 |
| 3    | Oreste Puliti      | Italia        | 4 | 2 |
| 4    | Robert Hennet      | Belgio        | 3 | 3 |
| 5    | Giulio Rusconi     | Italia        | 3 | 3 |
| 6    | Herbert Huntingdon | Gran Bretagna | 1 | 5 |
| 7    | Aage Berntsen      | Danimarca     | 0 | 6 |

### Finale
| Pos.    | Concorrente            | Nazione       | V  | S |
| ------- | ---------------------- | ------------- | -- | - |
| Oro     | Nedo Nadi              | Italia        | 11 | 0 |
| Argento | Aldo Nadi              | Italia        | 9  | 2 |
| Bronzo  | Arie de Jong           | Paesi Bassi   | 6  | 5 |
| 4       | Oreste Puliti          | Italia        | 6  | 5 |
| 5       | Jan van der Wiel       | Paesi Bassi   | 6  | 5 |
| 6       | Léon Tom               | Belgio        | 5  | 6 |
| 7       | Robert Hennet          | Belgio        | 5  | 6 |
| 8       | Robin Dalglish         | Gran Bretagna | 5  | 6 |
| 9       | Henri Wijnoldy-Daniëls | Paesi Bassi   | 4  | 7 |
| 10      | Federico Cesarano      | Italia        | 3  | 8 |
| 11      | Francesco Gargano      | Italia        | 3  | 8 |
| 12      | Baldo Baldi            | Italia        | 3  | 8 |